# Anna Keel
Anna Keel (* 16. April 1940 als Anna Diekmann in Chemnitz; † 14. September 2010 in Zürich) war eine deutsche Malerin.

## Leben und Wirken

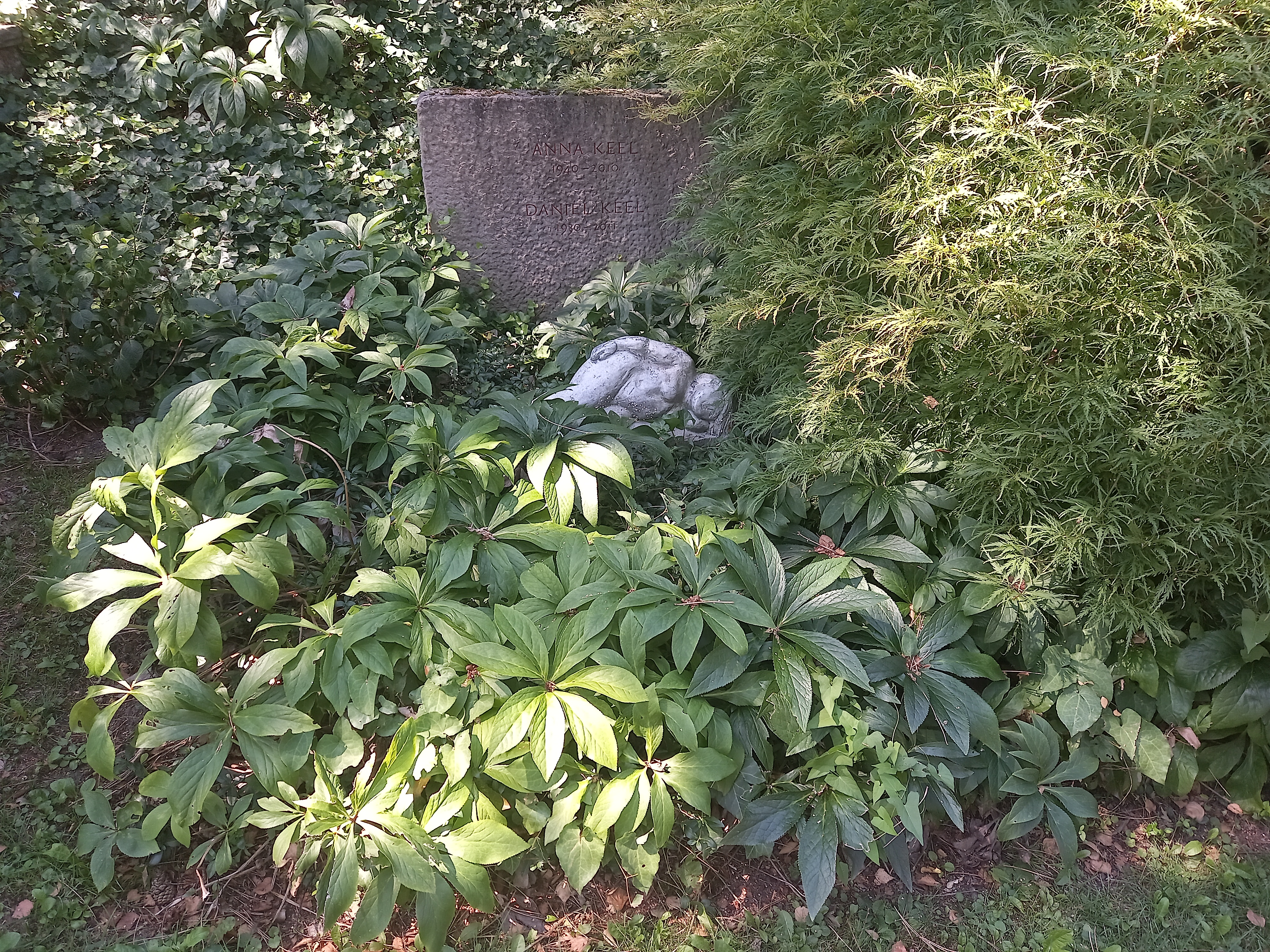
Das Grab von Anna Keel und ihrem Ehemann Daniel auf dem Friedhof Fluntern in Zürich

Anna Diekmann begann nach der Matura am Gymnasium der Töchterschule in Zürich eine Ausbildung als Sekretärin und zeichnete daneben. Ab 1960 arbeitete sie als Aushilfe in der Galerie Daniel Keel in Zürich. Sie war Schülerin von Albert Pfister und besuchte die Londoner Hammersmith School of Art & Building. 1962 heiratete sie den Verleger Daniel Keel (1930–2011), mit dem sie zwei Söhne hatte, Philipp Keel und Jakob Keel. 
Ihre Werke stellte sie unter anderem in Zürich, Mailand, München, im Pariser Musée des Arts décoratifs und im Essener Museum Folkwang aus. Ihre letzte Ausstellung fand 2005 in der Zürcher Galerie Jamileh Weber statt. Das Spektrum ihres künstlerischen Schaffens besteht hauptsächlich aus Porträts, aber auch Stillleben und Interieurs gehören zu den von ihr geschaffenen Kunstobjekten.
Über viele Jahre war sie eine Vertraute von Christiane Felscherinow, die als drogenabhängige Christiane F. durch das Buch Wir Kinder vom Bahnhof Zoo weltbekannt wurde.
Anna Keel fand ihre letzte Ruhestätte auf dem Zürcher Friedhof Fluntern.

## Ausstellungen

### Einzelausstellungen
- 1971: Galerie Läubli, Zürich
- 1976: Galerie Daniel Keel, Zürich
- 1983: Galerie Roswitha Haftmann Modern Art, Zürich[5]
- 1987: Galerie Roswitha Haftmann Modern Art, Zürich[6]
- 1988: Museum Folkwang, Essen
- 1991: Galerie Roswitha Haftmann Modern Art, Zürich[7]
- 1994: Galerie Roswitha Haftmann Modern Art, Zürich[8]
- 2005: Galerie Galerie Jamileh Weber

### Gruppenausstellungen
- 1979: Musée des Arts Décoratifs, Paris
- 1983: Villa Stuck, München
- 1994: Galerie Roswitha Haftmann Modern Art, Zürich[9]

## Publikationen
- Anna Keel. Bilder, Zeichnungen und Aquarelle. Galerie Jamileh Weber, 2005. Vorwort von Urs Widmer. DuMont, Köln 2005, ISBN 978-3-8321-7310-4.
- Anna Keel. Stilleben und Landschaften, Portraits und Interieurs. Vorwort von Jean Clair. DuMont, Köln 1998, ISBN 978-3-7701-4706-9.
- Anna Keel. Bilder, Zeichnungen und Skulpturen. Texte von Anna von Ditfurth und Anna Keel. DuMont, Köln 1991, ISBN 3-7701-2645-9.
- Anna Keel. Modelle. Text von Anna Keel. DuMont, Köln 1988, ISBN 3-7701-2343-3
- Anna Keel. Bilder und Zeichnungen. Texte von Wieland Schmied, Ian McEwan und Anna Keel. DuMont, Köln 1987, ISBN 3-7701-2098-1.
- Anna Keel. Zeichnungen. Diogenes, Zürich 1983, ISBN 3-257-00321-8.
- Anna Keel. Porträtzeichnungen 1977-1979. Diogenes, Zürich 1979, ISBN 3-257-26012-1 (= Diogenes Kunst Taschenbuch 12).
- Anna Keel. Bilder und Zeichnungen. Mit einem Vorwort von Federico Fellini. Diogenes, Zürich 1976, ISBN 3-257-00471-0.

## Studien- und Werkbeiträge
- 1972: Studien- und Werkbeitrag des Kantons Zürich
- 1979: Stipendium für bildende Kunst der Stadt Zürich mit Atelier in New York
- 1984: Stipendium der Akademie der Künste, Berlin